# Fleys
Fleys és un municipi francès, situat al departament del Yonne i a la regió de Borgonya - Franc Comtat. L'any 2007 tenia 174 habitants.

## Demografia

### Població
El 2007 la població de fet de Fleys era de 174 persones. Hi havia 68 famílies, de les quals 22 eren unipersonals (11 homes vivint sols i 11 dones vivint soles), 19 parelles sense fills, 23 parelles amb fills i 4 famílies monoparentals amb fills.
La població ha evolucionat segons el següent gràfic:
Habitants censats

### Habitatges
El 2007 hi havia 104 habitatges, 70 eren l'habitatge principal de la família, 16 eren segones residències i 19 estaven desocupats. Tots els 104 habitatges eren cases. Dels 70 habitatges principals, 46 estaven ocupats pels seus propietaris, 15 estaven llogats i ocupats pels llogaters i 9 estaven cedits a títol gratuït; 1 tenia una cambra, 4 en tenien dues, 8 en tenien tres, 19 en tenien quatre i 38 en tenien cinc o més. 53 habitatges disposaven pel capbaix d'una plaça de pàrquing. A 29 habitatges hi havia un automòbil i a 34 n'hi havia dos o més.

### Piràmide de població
La piràmide de població per edats i sexe el 2009 era:
| Homes | Edats   | Dones |
| ----- | ------- | ----- |
| 0     | 95 o +  | 0     |
| 0     | 90 a 94 | 0     |
| 0     | 85 a 89 | 4     |
| 0     | 80 a 84 | 0     |
| 12    | 75 a 79 | 0     |
| 4     | 70 a 74 | 12    |
| 0     | 65 a 69 | 4     |
| 0     | 60 a 64 | 0     |
| 0     | 55 a 59 | 4     |
| 8     | 50 a 54 | 0     |
| 4     | 45 a 49 | 8     |
| 4     | 40 a 44 | 0     |
| 4     | 35 a 39 | 4     |
| 4     | 30 a 34 | 0     |
| 12    | 25 a 29 | 8     |
| 0     | 20 a 24 | 8     |
| 4     | 15 a 19 | 4     |
| 0     | 10 a 14 | 4     |
| 4     | 5 a 9   | 0     |
| 4     | 0 a 4   | 0     |

## Economia
El 2007 la població en edat de treballar era de 112 persones, 90 eren actives i 22 eren inactives. De les 90 persones actives 88 estaven ocupades (51 homes i 37 dones) i 2 estaven aturades (2 dones i 2 dones). De les 22 persones inactives 9 estaven jubilades, 6 estaven estudiant i 7 estaven classificades com a «altres inactius».

### Ingressos
El 2009 a Fleys hi havia 65 unitats fiscals que integraven 173 persones, la mediana anual d'ingressos fiscals per persona era de 20.426 €.

### Activitats econòmiques
Dels 4 establiments que hi havia el 2007, 3 eren d'empreses de comerç i reparació d'automòbils i 1 d'una empresa de serveis.
L'any 2000 a Fleys hi havia 18 explotacions agrícoles que ocupaven un total de 435 hectàrees.

## Poblacions més properes
El següent diagrama mostra les poblacions més properes.